# Jakob Wilhelm Hinder
Jakob Wilhelm Hinder (* 1. März 1901 in Weidenhausen; † 1. Januar 1976 in Deidesheim) war ein deutscher Sammler von modernen Keramiken.

## Leben
Hinder wurde 1901 in Weidenhausen im Kreis Biedenkopf (Hessen) geboren, wo er seine Kindheit verbrachte. Er arbeitete dann bei einem Eisenhändler und wurde bei Bauern, die töpferten, auf dieses Handwerk aufmerksam. Mithilfe entsprechender Literatur arbeitete er sich selber in das Töpfern und die Geschichte der Keramik ein. In seinem Heimatort veranstaltete er eine erste Keramikausstellung, die gut angenommen wurde, und zog ab 1925 mit seiner Ausstellung durch Deutschland. Zwischendurch arbeitete er auch als Holzaufkäufer in Ost- und Westpreußen; im Zweiten Weltkrieg wurde er als Soldat in Polen, Italien und Russland eingesetzt.
Nach dem Krieg zog er zusammen mit seiner Wanderausstellung „Handwerkliche Webereien und Töpfereien“ durch Westdeutschland, ab 1951 zusammen mit Lotte Reimers. 1961 ließen sich die beiden im pfälzischen Deidesheim nieder, nachdem Hinder in der Zeitung Die Rheinpfalz nach einem Grundstück inseriert hatte und unter den drei Rückmeldungen eine aus Deidesheim war.
Hinder war ein Förderer von jungen Talenten in der Keramikszene; mit viel Risikobereitschaft kaufte er Keramikern, bei denen er gute Ansätze erkannte, ganze Lieferungen ab, womit er zur Sicherung von deren künstlerischer Existenz beitrug. Sein Lebenswerk war eine umfangreiche, einzigartige Keramiksammlung, die Hinder zusammen mit seiner Partnerin Lotte Reimers in dem von ihnen eingerichteten „Museum für moderne Keramik“ in Deidesheim ausstellte, dem ersten Museum dieser Art in Deutschland. Hinder galt als „keramische Zentrale“, er brachte seit 1961 viele namhafte deutsche und internationale Künstler der Keramikszene bei regelmäßigen Treffen in Deidesheim zusammen.
Für seine Sammlung, die im Museum für moderne Keramik zu sehen war, überließen ihm Künstler wie Ingeborg und Bruno Asshoff, Elfriede Balzar-Kopp, Heiner Balzar, Richard Bampi, Jan Bontjes van Beek, Albrecht Hohlt, Otto Hohlt, Beate Kuhn, Wim Mühlendyck, Walter Popp, Jürgen Riecke, Karl Scheid, Ruth Koppenhöfer, Brigitte Schuller und andere ihre besten Arbeiten. Die Sammlung umfasste verschiedene Techniken: Klinker und Terrakotta, Fayence, Irdengut, Porzellan und Steinzeug; zu den Exponaten zählten Gefäße wie Vasen, Kannen, Krüge, Schalen etc., außerdem auch Plastiken verschiedener Tiere und Madonnen, aber auch Abstraktes wie das Modell chemischer oder physikalischer Substanzen. Hinder hielt für Besucher des Museums Vorträge und gab Vorführungen an der Töpferscheibe.
Mit Lotte Reimers zusammen brachte Hinder 1971 den Band „Moderne Keramik aus Deutschland“ heraus, der einen Überblick über die Geschichte der modernen Keramik sowie eine Übersicht über die damals aktuelle Keramikszene bot und führende Keramiker mit ihren Arbeiten vorstellte. Nach seinem Tod 1976 wurde das Museum in Deidesheim zunächst geschlossen, jedoch kurze Zeit später von seiner Partnerin Lotte Reimers wiedereröffnet, die Hinders Lebenswerk fortführte und die Sammlung ausbauen konnte. 1993 übernahm das Ministerium für Bildung und Kultur des Landes Rheinland-Pfalz die aus 1.587 Objekten bestehende Sammlung. Sie befindet sich seit Juli 2005 im Gewölbekeller der Villa Ludwigshöhe in Edenkoben, wo sie heute als „Moderne Keramik des 20. Jahrhunderts“ ausgestellt wird.

## Schriften
- mit Lotte Reimers: Moderne Keramik aus Deutschland, Museum für Moderne Keramik, Deidesheim 1971.